# جرائم الأبجدية (رواية)
جرائم الأبجدية أو أبجدية القتلى (بالإنجليزية: The A.B.C. Murders)‏، رواية تحقيق للكاتبة البريطانية أجاثا كريستي، نُشرت في 1936، وفي الولايات المتحدة لاحقا في نفس العام، ويظهر فيها هيركيول بوارو، وآرثر هستنغز، وكبير المفتشين جاب.

## ملخص الرواية
يستقبل بوارو رسائل موقعة باسم A.B.C ، وفي كل رسالة يتم ذكر مكان وتوقيت جريمة قتل. هذا القاتل يقوم بقتل ضحاياه وفق التسلسل الأبجدي لأسمائهم وأسماء الأماكن التي يقيمون بها: الضحية الأولى هي "اليس آشر صاحبة محل لبيع التبغ في بلدة "اندوفر"، الثانية هي "بيتي برنارد" نادلة في مطعم في "باكسهيل"، الثالث هو "كارمايكل كلارك" رجل ثري قتل في منزله في تشريستون، وكان القاتل يترك دليل ABC للسكك الحديدية. بوارو لديه سؤالين في ذهنه: الأول: لماذا أرسل المجرم A.B.C الرسائل إليه هو عوض أن يرسلها إلى سكوتلاند يارد؟ والثاني لماذا أخطأ هذا المجرم في عنوان بوارو عندما قام بإرسال الرسالة المتعلقة بجريمة تشريستون؟
عقب كل فصل يقوم هستنغز بروايته، يوجد وصف للأحداث في حياة الكسندر بونابرت كوست، رجل مبيعات متنقل. كوت أصيب بارتجاج دماغي خلال الحرب، ولم يكن بمقدوره اختيار وظيفة أحسن من التي يقوم بها بسبب إصابته التي تسبب له النسيان وآلام رأس حادة. خلال هذا يقوم بوارو بجمع أقارب الضحايا ويحاول إيجاد صلة تربط بينهم بمساعدة المفتش كروم والطبيب طومسون.
بعد مقابلة أرملة الضحية الثالث، الليدي كلارك، بوارو يكتشف أنه كان يوجد رجل يبيع الجوارب النسائية بالقرب من مسرح كل من الجرائم الثلاث. وقد قام ببيع زوج من الجوارب لكل من السيدة اشر الضحية الأولى والسيدة برنارد والدة الضحية الثانية. يقوم A.B.C بإرسال الرسالة اللاحقة، معلنا أنه سيرتكب جريمة في دونكاستر، ويتصادف تاريخ ارتكاب الجريمة مع عيد سانت ليجير والذي يقام فيه سباق للأحصنة وتستقبل البلدة عددا كبيرا من الزوار الغرباء مما يصعب التعرف على القاتل، يظن بوارو أن القاتل سيكون من بين مشاهدي سباق الأحصنة، لكن A.B.C يقوم بارتكاب جريمته في قاعة السينما التي كانت شبه خالية، لكنه عوض ان يقتل روجر ايمانوال داونز، يقتل جورج ايرلزفيلد، اللذان كان يجلسان على بعد مقعدين فقط من بعضهما البعض. كوست هو الآخر يكون في قاعة السينما، لكن يهم بالفرار منها، ثم فجأة يجد سلاح الجريمة في جيبه ودم على ثيابه دون أن تكون لديه أدنى فكرة كيف حصل ذلك، لكنه يدرك أنه وقع في مشكلة كبيرة.
تتذكر ليلي ماربوري، ابنة مؤجرة السيد كوست، أن هذا الأخير لم يكن متواجدا بالمنزل طيلة الأيام التي وقعت فيها الجرائم الأربع، وأنه كان متواجدا بالقرب من الأماكن التي وقعت فيها الجرائم، وتتفق هي وحبيبها توم هارتيغان على إبلاغ الشرطة عما توصلا إليه، فيهم كوست بالفرار، لكنه يسلم نفسه في مركز الشرطة بأندوفر، وبعد تفتيش غرفته يتم العثور على عدد من الجوارب النسائية، قائمة بزبائن معينين، ورق من نفس النوعية الذي كتبت عليه A.B.C رسائله إلى بوارو، وصندوق فيه عدد من دلائل ABC للسكك الحديدية، كما يتم إيجاد السكين التي استعملت في الجريمة الأخيرة وعليها آثار دم وآلة الطباعة التي كتبت عليها الرسائل الموجهة لبوارو، يقول كوست ان تلك الآلة أعطيت له من قبل المصنع الذي وظفه لبيع الجوارب، لكن ذلك المصنع يفند أقواله. يقابل بوارو كوست، ويشك في كونه فعلا القاتل الحقيقي، بعد أن يخبره أن لديه دليل غياب عن مسرح الجريمة التي وقعت في باكسهيل.يتصل بوارو من جديد بأقارب الضحايا ويطلب منهم عقد اجتماع يثبت خلاله أن كوست ليس هو المجرم الحقيقي، وأن المجرم قد تعمد كتابة عنوانه خاطئا في الرسالة المتعلقة بجريمة تشريستون حتى لا تتمكن الشرطة من منع هذه الجريمة.
يكتشف بوارو أن القاتل A.B.C هو فرانلكين كلارك أخ الضحية الثالث كارمايكل كلارك.والذي كان خائفا من أن يقدم أخوه كارمايكل، بعد وفاة الليدي كلارك، على الزواج من تورا غراي، هذا يعني أن ثروة أخيه ستذهب إلى تورا أو أولادها في حالة إنجابها لأولاد. يقرر فرانلكين قتل أخيه، لكن جعل الجريمة تبدو كجزء من سلسلة من الجرائم ليبعد كل الشبهات عنه، وقد التقى فرانكلين بالسيد كوست بالصدفة في أحد البارات، مما أعطاه فكرة القاتل A.B.C وهي الأحرف الأولى للاسم الكامل للسيد كوست مستغلا ظروفه الصحية بعد أن اعترف له هذا الأخير بحالات فقدان الذاكرة التي يعانيها، وهو من أوهمه بتوظيفه في شركة لبيع الجوارب وهو من قام بإرسال آلة الكتابة إلى السيد كوست بعد أن كتب عليها الرسائل التي أرسلها لبوارو إضافة إلى دلائل السكك الحديدية من النوع ABC وهو من أعطاه قائمة معينة بالزبائن حتى يضمن تواجده بالأماكن التي ترتكب فيها الجرائم وهذا كله لإثبات التهمة عليه.
لكن فرانكلين يعترض على أقوال بوارو ويقول أنه لا يملك أي دليل يثبت أنه هو المجرم الحقيقي، لكن بوارو يخبره أنه تم إيجاد بصمات أصابعه على الآلة الكاتبة التي يملكها كوست، وأن ميلي هايغلي، صديقة بيتي برنارند الضحية الثانية، قد تعرفت على صورته وأكدت أنه الرجل الذي كان برفقة بيتي قبيل وفاتها. يحاول فرانكلين قتل نفسه بواسطة مسدس، لكن بوارو قد قام سابقا بتفريغ المسدس من الطلقات، ويتم القبض عليه من طرف الشرطة. أخيرا يخبر بوارو السيد كوست أن سبب آلام الرأس التي يعاني منها هو النظارة غير المناسبة التي يرتديها، ويعترف لصديقه هستنغز أن دليل بصمة الأصابع على آلة الكتابة كان مجرد كذبة لدفع فرانكلين كلارك على الاعتراف بجرائمه.

## الشخصيات
- هيركيول بوارو، المحقق البلجيكي المشهور.
- الكابتن آرثر هستنغز، صديق بوارو ويشاركه في تحقيقاته.
- كبير المفتشين جاب هارولد جاب، صديق بوارو، ومكلف بالتحقيق في القضية.
- الدكتور طومبسون، طبيب نفسي، يشارك في البحث عن هوية القاتل ويحاول تحليل نفسيته.
- المفتش كروم، مكلف بالتحقيق في جريمة باكسهيل.
- A.B.C قاتل متسلسل مجهول بدم بارد، يقوم بقتل ضحاياه حسب التسلسل الأبجدي لأسمائهم وأماكن إقاماتهم ويترك في كل مرة دليل سكك حديدية في مسرح الجريمة، ويصر على تحدي قدرات بوارو.
- الكسندر بونابرت كوست، رجل مبيعات متنقل، يبيع الجواب النسائية، أصيب خلال الحرب في رأسه مما سبب له العديد من المشاكل الصحية.
- اليس اشر، الضحية الأولى، امرأة مسنة على خلاف مع زوجها، ليس لها أبناء، وتملك محلا لبيع التبغ في اندوفر.
- فرانز اشر، زوج اليس، مدمن كحول ويتم اتهامه بقتل زوجته.
- ماري دراوير، قريبة اليس اشر، هي الأخرى شاركت في اجتماعات بوارو.
- اليزابيث «بيتي» برنارد، الضحية الثانية، تعمل كنادلة في باكسهيل.
- ميغان برنارد، أخت بيتي الكبرى، وقد حضرت الاجتماعات التي عقدها بوارو من أجل التحقيق.
- ميلي هايغلي، زميلة بيتي في العمل.
- دونالد فرايزر، خطيب بيتي، ومتهم رئيسي في قضية قتلها، وقد شارك في اجتماعات بوارو.
- كارمايكل كلارك، الضحية الثالث، رجل ثري يعيش في تشريستون.
- الليدي شارلوت كلارك، زوجة كارمايكل، تعاني من السرطان، رغم مرضها فقد أعطت مفتاحا هاما للتعرف على حقيقة القاتل لبوارو.
- فرانلكين كلارك، أخ السيد كارمايكل الأصغر، وهو الآخر يشارك في الاجتماعات التي عقدها بوارو.
- تورا غراي، مساعدة السيد كارمايكل كلارك، شابة جذابة، ومشاركة في اجتماعات بوارو.
- روجر داونز، معلم مدرسة، يكون حاضرا في السينما في دونكاستر، ويظن الجميع أنه من المفترض كان الضحية الرابعة، لكن شخصا آخر قتل مكانه كان يجلس على بعد مقعدين منه.
- جورج ايرزفيلد، الضحية الرابعة، قتل في سينما دونكاستر ويظن الجميع أنه قتل عن طريق الخطأ.
- ليلي ماربوري، ابنة مؤجرة السيد كوست.
- توم هارينغتان، حبيب ليلي ماربوري، هو من رأى السيد كوست يحمل تذكرة إلى دونكاستر، وراودته شكوك حوله، وهو من دفع ليلي إلى تبليغ الشرطة عنه.

## الاقتباس
- تم اقتباس فيلم من الرواية عام 1965 تحت من بطولة تومي راندال بدور بوارو.
- تم اقتباس إحدى حلقات مسلسل "اغاثا كريستي بوارو" من الرواية عام 1992 من بطولة ديفيد سيجت بدور بوارو.[3]
- تم اقتباس اربع حلقات من المسلسل الكرتوني «محققي أجاثا كريستي الكبار بوارو وماربل» من الرواية.
- تم اطلاق لعبة فيديو عام 2009 مقتبسة عن الرواية.[4][5]

## العناوين العالمية
تم الحفاظ على العنوان الأصلي أو تغييره مثل: «لغز دليل السكك الحديدية» في الترجمة الفنلندية، «A.B.C في مواجهة بوارو» في الترجمة الفرنسية، «بوارو والأبجدية» في الترجمة المجرية.

## الترجمة العربية
- الجرائم الأبجدية – ترجمة على الجوهري – مكتبة ابن سينا للنشر.[6]
- القاتل الخفي – المكتبة الثقافية بيروت-لبنان.[7][8]
- القاتل الخفي – ترجمة كمال أمين – مكتبة مدبولي - القاهرة.[9][10](ردمك 9789772089122)
- غريم بوارو – ترجمة عمر عبد العزيز أمين – دار ميوزيك للطبع والنشر. وتحمل الرواية الرقم (92) ضمن السلسلة.[11]
- القاتل الغامض – ترجمة محمد عبد المنعم جلال، المركز العربي للنشر والتوزيع.[12]

## روابط خارجية
- معلومات حول الرواية في الموقع الرسمي لاغاثا كريستي (باللغة الإنجليزية).
- معلومات حول الفيلم المقتبس من الرواية عام 1965 (باللغة الإنجليزية).
- معلومات حول حلقة مسلسل «اغاثا كريستي بوارو» المقتبسة من الرواية (باللغة الإنجليزية).
- معلومات حول الرواية في موقع مكتبة «ن» -نون- (باللغة العربية).